# Sorgens år
Sorgens år (arabiska: عام الحزن, translittererat ‘Ām al-Ḥuzn) kallas inom islam året 619, det år som den islamiske profeten Muhammeds fru Khadidja och hans farbror och beskyddare Abu Talib dog. Khadidja var Muhammeds första och enda hustru i 25 år fram till hennes död då hon var ungefär 65 år gammal. 